# 묵티조다 상사드 KC
무크티조다 상사드 KC(벵골어: মুক্তিযোদ্ধা সংসদ ক্রীড়া চক্র, 영어: Muktijoddha Sangsad Krira Chakra)는 방글라데시의 수도 다카를 연고로 하는 축구 클럽이다. 현재는 방글라데시 프리미어리그에 참가하고 있다.

## 성적
- 방글라데시 프리미어리그: 우승 1회 (2003)
- 방글라데시 페더레이션 컵: 우승 3회 (1994, 2001, 2003)

## 선수 명단

### 현역
- 아데인카 나짐
- 오타니 소마
- 지미 드진가이(2022 ~ )

## 역대 감독
| 감독      | 임기        |
| --------- | ----------- |
| 라자 이사 | 2020 ~ 2023 |